# Saint-Martin-de-Caralp
Saint-Martin-de-Caralp è un comune francese di 360 abitanti situato nel dipartimento dell'Ariège nella regione dell'Occitania.

## Società

### Evoluzione demografica
Abitanti censiti